# KTM 50 Mini Adventure
 (novembre 2022).
Si vous disposez d'ouvrages ou d'articles de référence ou si vous connaissez des sites web de qualité traitant du thème abordé ici, merci de compléter l'article en donnant les références utiles à sa vérifiabilité et en les liant à la section « Notes et références ».
 (novembre 2022).
La 50 Mini Adventure  est un modèle de motocyclette du constructeur autrichien KTM.

## Technique
- Graissage de Moteur : séparé
- Graissage de la boîte : 0,15 - 0,2 l Motorex ATF Super
- Transmission primaire : 16:57
- Transmission finale : 11:48
- Allumage : Seletra analogue
- Démarrage : kick
- Boucle arrière de cadre : Acier
- Guidon : Aluminium Ø 22 mm
- Chaîne : à joints 1/2 x 3/16" 96 R
- Silencieux : Aluminium
- Garde au sol : 182 mm